# Ваканда
Вака́нда (англ. Wakanda) — вымышленная страна в комиксах от Marvel о Чёрной пантере. Во вселенной Marvel Ваканда является единственным источником редкого металла вибраниума и наиболее известной из нескольких вымышленных африканских стран, известна под номером 643. Ваканда впервые появляется в Fantastic Four #52 (июль 1966). Была придумана Стэном Ли и Джеком Кирби.

## География
Ваканда находится в Северо-Восточной Африке, хотя ее точное местонахождение менялось за всю историю издания: некоторые источники утверждают, что Ваканда находится в Восточной Африке, в северной части Танзании, в то время как другие — такие как Marvel Atlas #2 показывает Ваканду, граничащую с озером Туркана, недалеко от Сомали, Кении и Эфиопии (как и в окружении вымышленных стран, как Азания, Ханаана, и Наробия). В фильме «Первый мститель: Противостояние» Ваканда была показана на карте в северной части озера Туркана, в вымышленной точке, граничащей с Эфиопией, Суданом, Угандой и Кенией.

## История
Перед появлением нации Ваканда мистические существа, известные как Создатели, были изгнаны из региона людьми и Ориша, пантеоном Ваканды, состоящим из Тота, Птаха, Муджаджи, Коку и Баст, Богини Пантер.
В Ваканде королевская линия началась с Башенги, древнего вакандийца, чьё первое и единственное появление было в Black Panther vol. 1 #7 (Январь 1978). Башенга был первым королем единой Ваканды, и первой Чёрной Пантерой около 10 000 лет назад.
В далеком прошлом массивный метеорит, содержащий вибраниум, разбился в Ваканде, и был раскопан до событий сегодняшнего дня. Т’Чалла, нынешний Чёрная Пантера — сын Т’Чаки и потомок Башенги. Зная, что другие будут пытаться манипулировать и доминировать в Ваканде за этот редкий и ценный ресурс, Т’Чака скрывает свою страну от внешнего мира. Он продает мизерное количество ценного вибраниума, и исподтишка посылает лучших ученых страны для обучения за рубежом, соответственно превращая Ваканду в одну из самых технологически продвинутых стран. В конце концов, исследователь Улисс Кло находит свой путь к Ваканде, и это активирует его работы над звуковым оружием на основе Вибраниума. В битве Кло убивает Т’Чаку. Правая рука Кло уничтожена, он и его люди убегают. Ваканда имеет необычайно высокий уровень мутаций из-за опасных мутагенных свойств Насыпей Вибраниума. Большое количество вакандийцев мутирует, работая на Эрика Киллмонгера.
Излучение Вибраниума пронизывает большую часть флоры и фауны, в том числе трава в форме сердца, съедаемая членами культа Чёрной Пантеры (хотя Т’Чалла позволил умирающему Человеку-пауку съесть её в надежде, что это поможет ему справиться с его текущим заболеванием), а мясо белой гориллы поедают представители культа Белой гориллы.
В «Secret Wars» 2008 года Скруллы, возглавляемые командиром К’вввром, вторглись в Ваканду и сражались с Чёрной Пантерой своими силами. Прилагая технологические усилия, будучи вынужденными сражаться на мечах и копьях, силы вакандийцев добровольно носят маску Пантеры, тем самым мешая Скруллам направить атаку на своего лидера. Несмотря на большие потери, вакандийцы побеждают Скруллов. Они убивают каждого, в том числе их командира, и отправляют их корабль, набитый телами. На стене центра управления корабля вакандийцы написали предупреждение против вторжения в Ваканду. В то время как в рамках космической мощи силы Феникса, атаки Нэмора на Ваканду для сокрытия Мстителей, уничтожается большая часть страны приливной волной. После нападения всех мутантов на Ваканду, Черная пантера запретил нападение на некоторых студентов школы Джин Грей и ее людей, которые едва бежали с помощью Шторм.
Технологии
Из-за умышленного изоляционизма технологии Ваканды до недавнего времени были полностью независимы от остального мира. Применение принципиально других концепций и методологий разработки зачастую делало их абсолютно несовместимыми с оборудованием, созданным в других странах.
По некоторым направлениям технологического развития Ваканда опережает весь остальной мир. В частности, компьютерные технологии Ваканды существенно превосходят разработки остального мира. Вычисления вакандийских компьютеров строятся не на двоичном коде, что делает их практически невосприимчивыми ко взлому извне. При этом компьютеры Ваканды эффективно эмулируют традиционную цифровую технику, демонстрируя при этом недостижимо высокую производительность. Это позволяет с легкостью взламывать практически любую компьютерную систему, оперирующую двоичным кодом. Многие вакандийские технологии так или иначе использовали вибраниум, но его недавнее полное уничтожение привело к масштабным технологическим изменениям.
Вакандийцы не используют ископаемое топливо, несмотря на весьма богатые недра. Вместо этого в Ваканде применяют более экологичные источники — солнечную энергию, водород и геотермальные источники. Вакандийские ученые открыли деление атома почти на 100 лет раньше остального мира.

## Языки
В комиксах у Ваканды есть три официальных языка: ваканданский, йоруба и хауса. В кинематографической вселенной Marvel персонажи из Ваканды изображены говорящими на языке коса в Юго-Восточной Африке. Племя Джабари изображается говорящим на диалекте, похожем на игбо из Нигерии.

## Культы Ваканды
Ваканда содержит ряд религиозных культов, происходящих из разных мест в Африке, Пантеон Ваканды известен как Ориша, ориша — слово йоруба, означающее дух или божество, Баст — богиня-пантера, 
Тот — бог луны и мудрости, и Птах, Формирователи — это гелиополитские божества, покинувшие Древний Египет во времена фараонов, Кокоу — воин ориша из Бенина, Муджаджи — богиня дождя народа Лобеду в Южной Африке. В Ваканде поклоняются и другим божествам, таким как Сехмет и Собек, другие гелиполитанские божества и боги-гориллы Гекре и Нги, которым поклоняется племя Джабари.
Культ Пантеры Баст — Богиня Пантеры, является основным божеством в Ваканде. После метеоритного вибраниума ряд вакандцев, которые болезненно мутировали в «духов демона» начали нападать на своих собратьев вакандцев. Башенга, предок Т’Чалла стал первым Черной Пантерой и закрыл Курган вибраниума от посторонних, сформировал религиозный порядок, который охранял Курган и боролся с «демоническими духами» распространенными на всей территории королевства. Черная Пантера — это церемониальное и религиозное звание вождя племени Пантеры. В рамках церемоний культа, избранный Черная Пантера получает право на использование сердцевидной травы. Растение улучшает физические атрибуты человека и наделяет его сверхчеловеческими возможностями, похожими на те, что дает сыворотка супер солдата.
Культ Белой гориллы
Племя Джабари известно поклонением богам-гориллам: Гекре, основанному на одноименном божестве Бауле, и Нги, основанному на одноименном божестве Яунде. Ваканда развилась из общества охотников-воинов, и традиционно ею правят величайшие воины. Доминирующий культ Черной Пантеры запретил поклоняться соперникам из культа Белой Гориллы. М’Баку/Человек-Обезьяна из племени Джабари является одним из величайших воинов в Ваканде, уступая только Т’Чалле, самому Черной Пантере. А Т’Чалла, король Ваканды, на несколько месяцев уйдет из Ваканды и амбициозный М’Баку готовит заговор, чтобы захватить трон. М’Баку проигнорировал указы Т’Чаллы и возродил культ Белой Гориллы, убив одну из редких белых горилл, живущих в джунглях возле Ваканды. М’Баку искупался в крови Гориллы и вкусил её плоть, которая наделила его огромной силой. Он попытался победить Т’Чаллу в бою, надеясь взять власть в стране, но был избит и изгнан из Ваканды.
Культ Льва
Сехмет — львиная богиня, которая может принять форму любого человека. Тех, кто верует или тела освященных и пожертвованных ею (кому?) прихожан, она преобразовала эти предметы (какие?) в человеческие аватары сама (что происходит?). Она имеет ряд других полномочий, некоторые из которых она продемонстрировала (ничего не понятно в этом предложении). Сехмет может увеличиваться в размерах, быстро двигаться, телепортировать себя и других, и изменить (с кем?) ее удельной плотности. Богиня Лев обладает сверхчеловеческой силой и стойкостью, и она была (когда?) бессмертной. Она может манипулировать сознанием слабых духом.
Мало известно об истории богини Льва. Она, видимо, потеряла много поклонников на протяжении многих лет к культу Пантера Бога, несмотря на то, что физически Сехмет проявилась перед его последователями, и Пантера Бога появляется только для священников.
Культ Крокодила
Себек — Бог-крокодил, древнее и несколько забытое вакандцами божество.

### Правители
Известные правители Ваканды:
- Башенга
- Аззури Мудрый
- Т`Чанда
- Т’Чака
- Сян
- Т’Чалла

## Вне комиксов

### Телевидение
- Ваканда появляется в мультсериале «Фантастическая четвёрка».
- Т’Чалла появляется в мультсериале «Железный человек: Приключения в броне» в эпизоде «Добыча Пантеры».
- Ваканда появляется в мультсериале «Черная пантера».
- Ваканда появляется в нескольких сериях мультсериала «Мстители. Величайшие герои Земли», впервые была показана в микро-эпизоде «Добро пожаловать в Ваканду».
- Ваканда появляется в мультсериале «Marvel дисковые войны: Мстители» в эпизоде «Его Величество, Черная Пантера!»
- Ваканда упоминается Алексом во 2 сезоне сериала «Беглецы».
- Ваканда появляется в начале 4 эпизода сериала «Сокол и Зимний солдат».

### Кинематографическая вселенная Marvel
В кинематографической вселенной Marvel, Ваканда кратко показана на карте в фильме «Железный человек 2» и упоминается в фильме «Мстители: Эра Альтрона» в качестве источника вибраниума, но изображается впервые в сцене после титров фильма «Первый мститель: Противостояние», где Капитан Америка укрыл Баки Барнса. Ваканда также есть в сольном фильме про Чёрную пантеру. В «Первом Мстителе: Противостояние», Т’Чалла и его отец беседуют на языке Коса. Для «Противостояния» актёр Чедвик Боузман использует «региональный акцент» Т’Чаллы, основываясь на проведённом исследовании культурных аспектов персонажа и Ваканды. Даже если это выдуманная культура, он понимал способы привязать его к реальной африканской культуре. Ближе к концу фильма «Мстители: Война бесконечности» битва с Таносом и его приспешниками за камень разума происходит в Ваканде. В сериале "Что, если...?" показана альтернативная вселенная, где Ваканда стала доминирующей страной.

### Видеоигры
- Ваканда появляется в Marvel: Ultimate Alliance 2.
- Ваканда упоминается Шторм в Marvel vs. Capcom 3: Fate of Two Worlds.
- Ваканда появляется в Marvel Heroes. Игроки должны попытаться победить Человека-Обезьяну в уровне под названием «мины Вибраниума», чтобы не дать ему и его последователям добывать Вибраниум.
- Ваканда ссылается в Lego Marvel Super Heroes., Черная Пантера говорит Нику Фьюри что народ Ваканды благодарит его за срыв нападения Локи и Галактуса.
- Ваканда появляется как этап в Disney Infinity 3.0.[26]
- Ваканда слилась с Вал Хабаром из серии Monster Hunter в Валканду в Marvel vs. Capcom: Infinite.